# Chhatrapur
Chhatrapur (oriya ଛତର୍ପୁର) també Chatrapur, és una vila i àrea notificada capital del districte de Ganjam a Orissa, situada a 19° 21′ N, 84° 59′ E / 19.35°N,84.98°E. La població al cens de 2001 era de 20.288 habitants.
Va substituir Gopalpur com a capital del districte, i és una de les capitals menys desenvolupades de l'Índia.